# آژانس رسانه‌ای
آژانس رسانه‌ای (انگلیسی: Media agency) به مؤسساتی گفته می‌شود، که به شرکت‌ها در مورد نوع و مکان تبلیغ و نحوه ارائه تصویر مثبت از خود به مردم، مشاوره می‌دهند. خدمات اولیه این آژانس‌ها شامل ارائه تبلیغات، خدمات روابط عمومی و سایر اشکال مدیریت رسانه می‌باشد. در ابتدای شکل‌گیری آژانس‌های رسانه‌ای تمرکز اصلی آن‌ها بر تراکنش فضای رسانه‌ای کارآمدتر از آژانس‌های تبلیغاتی جریان اصلی بود، که پیش‌تر فرایند ارائه خدمات رسانه‌ای برای شرکت‌ها را مدیریت می‌کردند. امروزه یک آژانس رسانه‌ای تضمین می‌کند که یک پیام بازرگانی یا بازاریابی برای مصرف‌کنندگان جذاب است، در مکان و زمان مناسب ظاهر می‌شود و تبلیغ‌کننده بهترین قیمت ممکن را به آژانس تبلیغاتی پرداخت می‌کند.